# Konrad Frejdlich
Konrad Jerzy Frejdlich (ur. 26 listopada 1940 w Grodzisku Mazowieckim, zm. 11 grudnia 2018 w Łodzi) – polski poeta, prozaik, scenarzysta filmowy, redaktor, tłumacz.

## Życiorys
W 1965 roku ukończył studia na Wydziale Prawa Uniwersytetu Łódzkiego. W 1957 debiutował reportażem, a w 1958 roku jako poeta na łamach dwutygodnika „Kamena”. Od 1963 roku należał do PZPR. W latach 1963–1981 był członkiem zespołu redakcyjnego łódzkiego tygodnika „Odgłosy”. W latach 1962–1964 pracował jako redaktor w Wytwórni Filmów Oświatowych. Laureat konkursów i festiwali poetyckich. Zasłużony Działacz Kultury.

## Twórczość literacka
- Alert, Wydawnictwo Łódzkie, Łódź 1961 (poezje)
- Sędzia, Wydawnictwo Łódzkie, Łódź 1963 (powieść)
- Miary, Wydawnictwo Łódzkie, Łódź 1965 (powieść)
- Miraże i złoto, Wydawnictwo Związkowe CRZZ, Warszawa 1970 (reportaże) – wspólnie z Andrzejem Makowieckim
- Dorzecze, Czytelnik, Warszawa 1972 (poezje)
- Kres, Wydawnictwo Łódzkie, Łódź 1972 (powieść)
- Uśmiech Ariadny. Antologia reportażu łódzkiego, od Oskara Flatta do Andrzeja Makowieckiego, Wydawnictwo Łódzkie, Łódź 1973
- Siedem stron naszego świata, 1975 (powieść) – wspólnie z Wojciechem Fiwkiem
- Tam było inne słońce, 1984 (powieść) – wspólnie z Wojciechem Fiwkiem
- Jeśli serce masz bijące, Krajowa Agencja Wydawnicza, Łódź 1986 (opowieść) – wspólnie z Wojciechem Fiwkiem
- Diabeł i panna, Wydawnictwo Łódzkie, Łódź 1988 (utwór dla dzieci)

## Scenariusze filmowe
- 1974: Siedem stron świata (serial TV złożony z siedmiu odcinków) – wspólnie z Wojciechem Fiwkiem
- 1976: Latarnik – wspólnie z Zygmuntem Skoniecznym
- 1977: Serce serc – wspólnie z Zygmuntem Skoniecznym
- 1979: Placówka – wspólnie z Zygmuntem Skoniecznym
- 1980: Jeśli serce masz bijące – wspólnie z Wojciechem Fiwkiem
- 1981: Czerwone węże – wspólnie z Wojciechem Fiwkiem

## Przekłady
- Witalij Serdiuk A niebo błękitne coraz błękitniejsze, Wydawnictwo Łódzkie, Łódź 1980, ISBN 83-218-0043-2
- Kiryłł Andriejew Juliusz Verne, Wydawnictwo Łódzkie, Łódź 1985, ISBN 83-218-0452-7 (biografia Juliusza Verne’a)
- Gieorgij Kublicki Naród stu narodów, PWN, Warszawa 1987, ISBN 83-01-07832-4
- Sergiusz Żemajtis Pływająca wyspa, Krajowa Agencja Wydawnicza, Łódź 1987, ISBN 83-03-01747-0
- Siergiej Jesienin Jar, Wydawnictwo Łódzkie, Łódź 1987, ISBN 83-218-0534-5